# Les Gonds

Les Gonds este o comună în departamentul Charente-Maritime, Franța. În 1 ianuarie 2022 avea o populație de 1.759 de locuitori.